# 1502 Arenda
1502 Arenda (1938 WB) là một tiểu hành tinh vành đai chính được phát hiện ngày 17 tháng 11 năm 1938 bởi Karl Wilhelm Reinmuth ở Heidelberg.